# IC 2335
IC 2335 је елиптична галаксија у сазвјежђу Рак која се налази на листи објеката дубоког неба у Индекс каталогу.
Деклинација објекта је + 19° 24' 27" а ректасцензија 8h 23m 7,1s. Привидна величина (магнитуда) објекта IC 2335 износи 15,2 а фотографска магнитуда 16,2.